# Itarumã
Itarumã (zuvor: São Sebastião da Pimenta) ist ein brasilianisches Município im äußersten Südwesten des Bundesstaats Goiás. Es liegt südwestlich der brasilianischen Hauptstadt Brasília und von Goiânia, der Hauptstadt des Bundesstaates und befindet sich auf einer Hochebene mit 474 m mit einer flachen Topografie. Auf Portugiesisch werden die Einwohner itarumaense genannt.

## Demographie
In der brasilianischen Volkszählung 2010 des IBGE wurde eine Bevölkerung von 6.298 Einwohnern erfasst, von denen 5.060 bei den Kommunalwahlen 2012 im Wahlregister eingetragen waren. Für das Jahr 2019 schätzte das IBGE eine Bevölkerung von 7.178 Einwohnern. Nach der Schätzung des IBGE 2021 war die Einwohnerzahl 7.337.
Laut der Volkszählung in Brasilien 2022 hatte Itarumã 6.101 Einwohner und nach der amtlichen Schätzung 2024 betrug die Einwohnerzahl 6.142.

## Geographie
Das Municipio Itarumã liegt im äußersten Südwesten des Bundesstaates Goiás. Sie ist 380 Kilometer von der Landeshauptstadt Goiânia entfernt. Vor 2017 lag das Munizip in der Mesoregion Süd-Goiás und in der Mikroregion Quirinópolis des IBGE. Das Munizip hat eine Fläche von 3.437,367 km².
Der Hauptort des Munizips liegt zwischen den Gebirgszügen Mombuca und Pimenta und wird von drei Flüssen durchflossen, dem Barro Preto, dem Pimenta und dem Cervo. Weitere Distrikte des Munizips sind Cachoeirinha, Olaria do Angico, São Jerônimo und Três Barras.
Das Municipio liegt zwischen den Grenzflüssen Rio Corrente und Rio Verde. Beide fließen von Nordwest nach Südost und münden als rechte Zuflüsse in den Rio Paranaíba respektive seinen Stausee Ilha Solteira, welcher die südöstliche Grenze bildet zum Bundesstaat Minas Gerais. Außerdem gibt es noch weitere große Bäche und Flüsse, die das Munizip durchqueren, darunter der Ariranha, der Lajeado und der Cervo.
Itajá grenzt an folgende Munizipien:
- im Norden an Serranópolis und Jataí
- im Osten an Caçu
- im Südosten an den Ilha-Solteira-Stausee, Limeira do Oeste-(MG)
- im Südwesten an Itajá
- im Nordwesten an Aporé

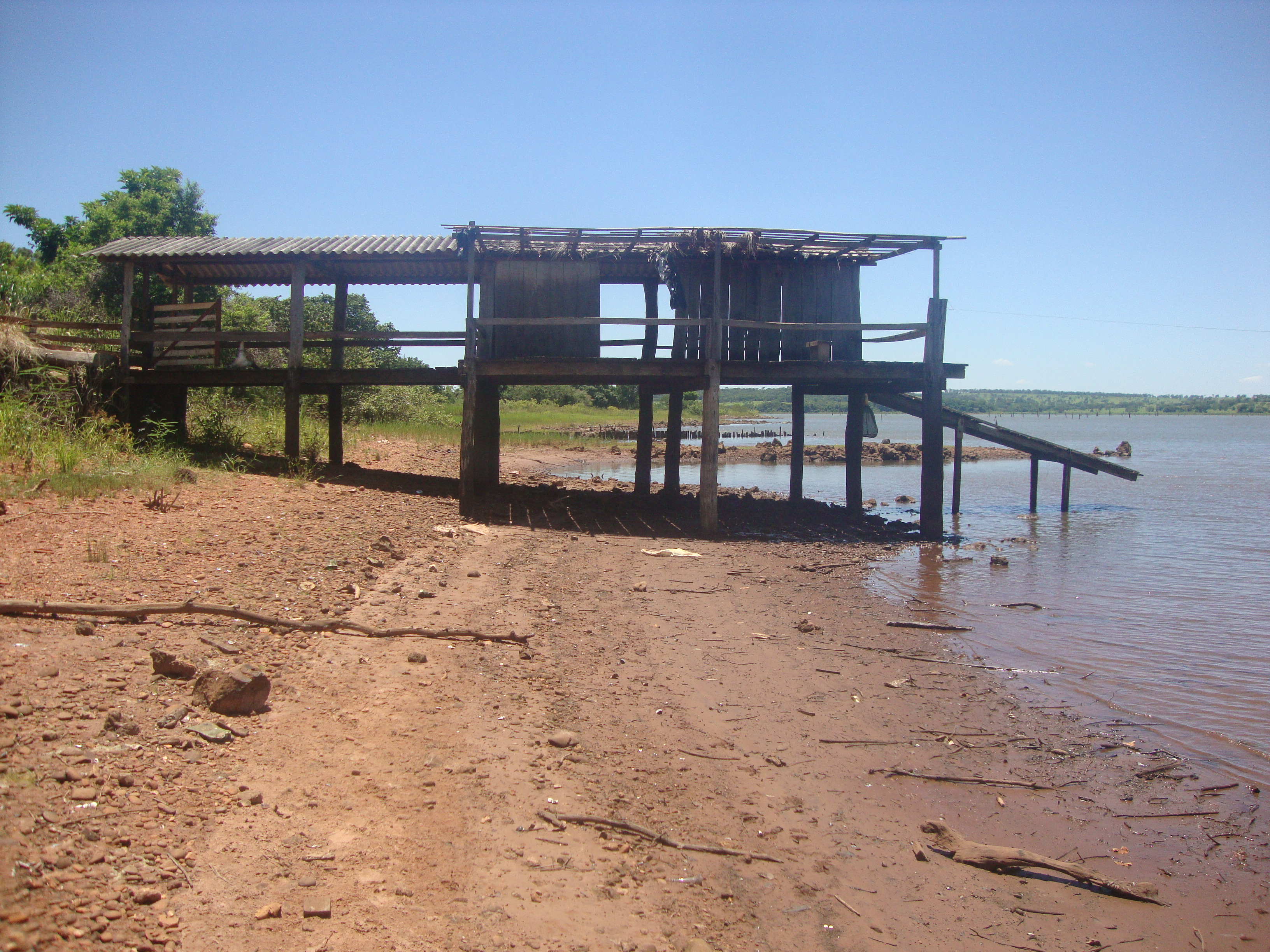
Einfache Holzgebilde
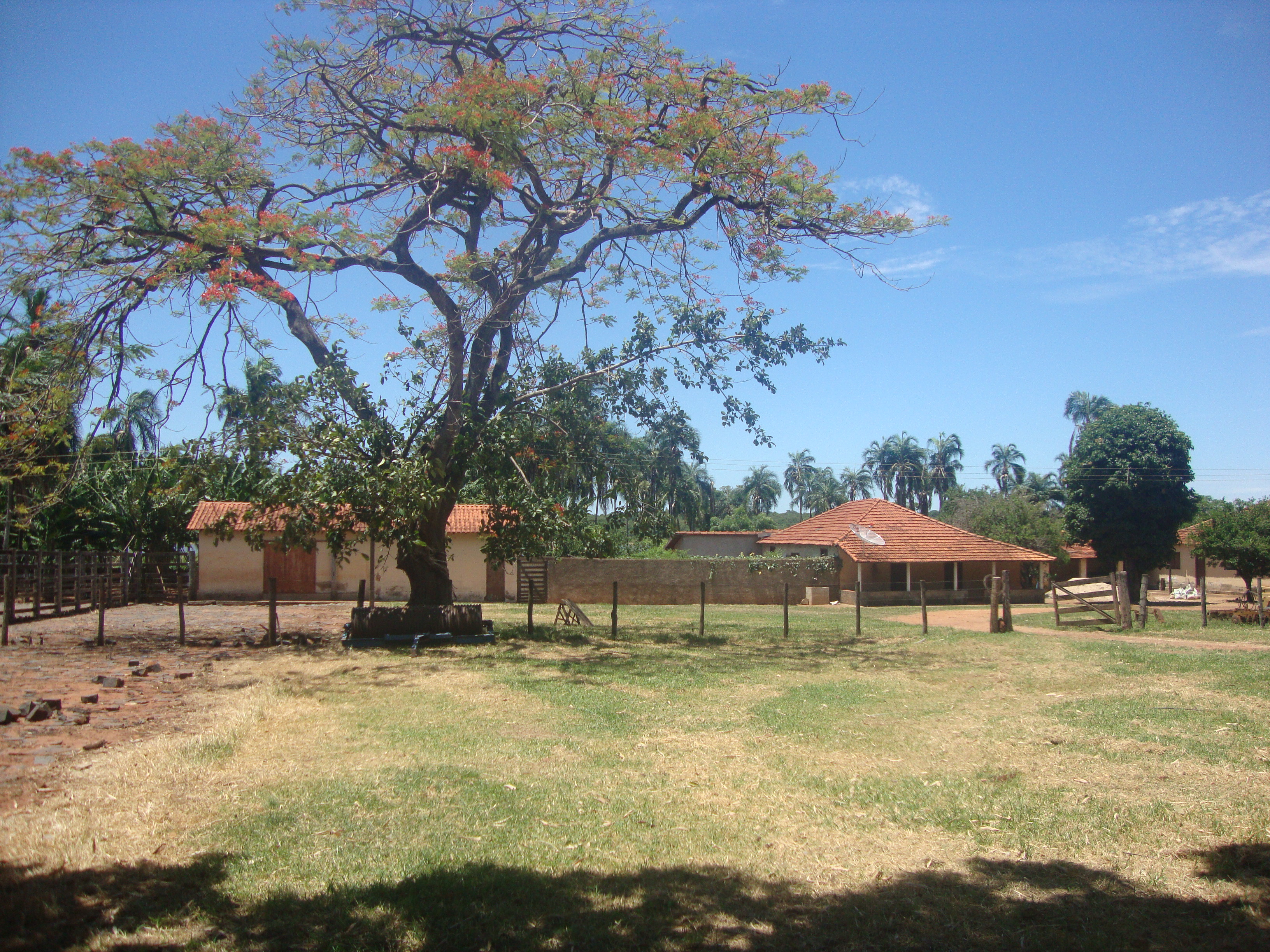
Bauernhof
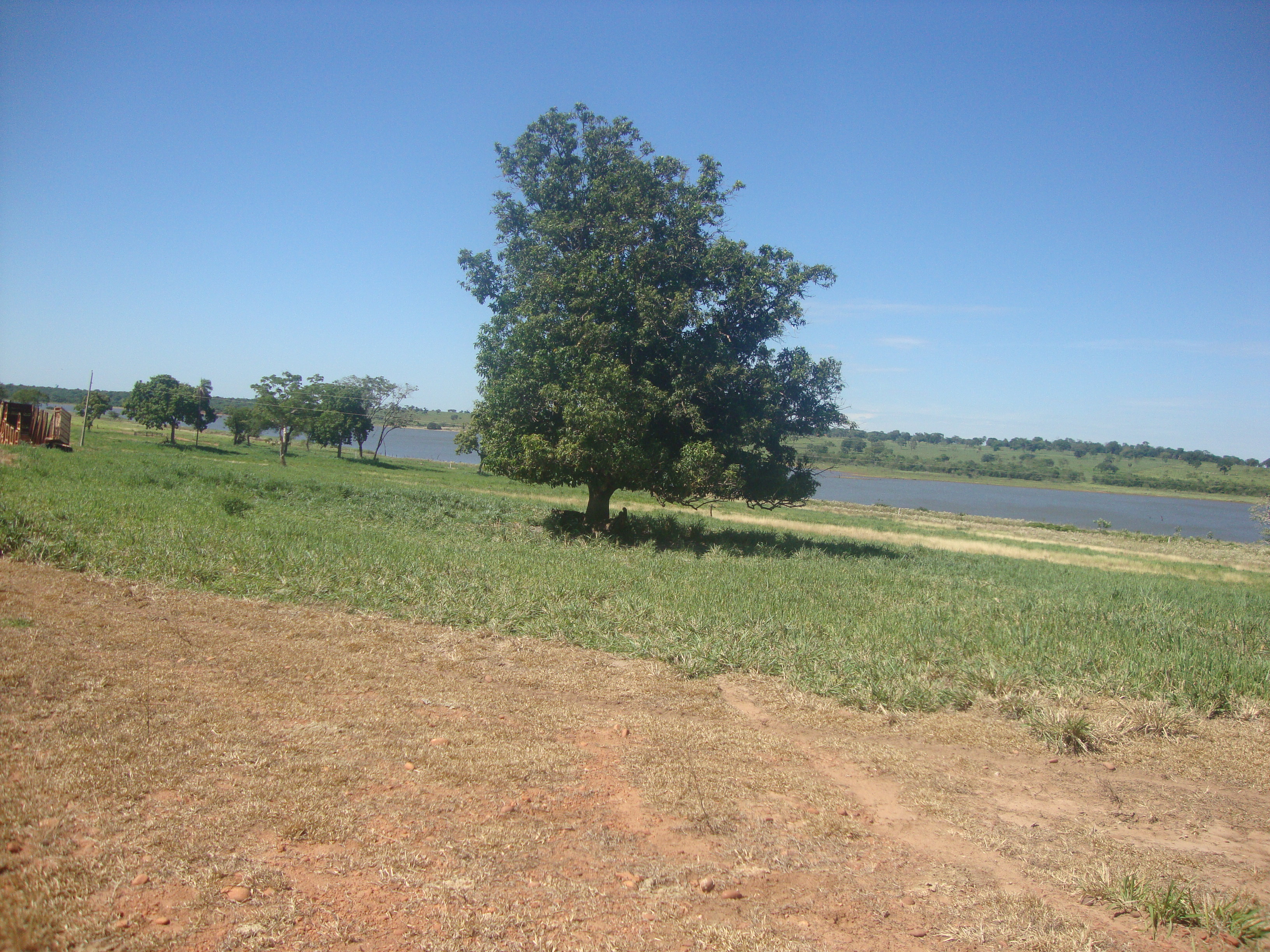
Natur

## Geschichte
Im Jahr 1874 schenkte Rita Soares São Sebastião aus Dankbarkeit für eine Gnade ein Stück Land von guter Qualität. Nach dem Tod dieser Dame tauschte Heitor Severino es gegen ein anderes Stück Land von minderer Qualität ein und baute im Mai desselben Jahres das erste Haus mit einem Grasdach und Wänden aus Holzlatten.
So entstand die Siedlung, die den Namen São Sebastião da Pimenta erhielt, zu Ehren von São Sebastião und Dona Francisca Pimenta, einer wohlhabenden Landbesitzerin aus der Region. Erste Bewohner waren Heitor Severino, Francisco Severino, Francisca Pimenta, Osória Pimenta, Maria Soares, Domingos da Costa und Maria Juliana.
Im Jahr 1883 wurde die Kirche São Sebastião erbaut, die heute eine Ruine ist. Nach Angaben des Standesamtes wurde der Distrikt 1901 gegründet und erschien 1911 als solcher in der Verwaltungsgliederung Brasiliens. Zu einem unbekannten Zeitpunkt wurde der Distrikt São Sebastião da Pimenta in Pimenta umbenannt.
In der Verwaltungsgliederung für das Jahr 1911 erscheint im Munizip Jataí der Distrikt mit dem Namen São Sebastião da Pimenta. In den Ergebnissen der Volkszählung vom 1. September 1920 erscheint im Munizip Jataí der Distrikt mit dem Namen Pimenta. So auch in der Verwaltungsgliederung für das Jahr 1933.
Durch das Landesgesetz (lei estadual) Nr. 557 vom 30. März 1938 verbleibt der Distrikt, der nun Pimenta antigo São Sebastião de Pimenta heißt, im Municipio Jataí. Durch das Landesgesetz Nr. 8305 vom 31. Dezember 1943 wurde der Distrikt Pimenta in Itarumã umbenannt.
Durch das Landesgesetz Nr. 754 vom 21. Juli 1953 wurde er in den Rang eines Munizips mit dem Namen Itarumã erhoben und von Jataí getrennt. Ihr Hauptsitz ist im ehemaligen Distrikt Itarumã. In der territorialen Aufteilung vom 1. Juli 1960 besteht das Munizip lediglich aus dem Hauptdistrikt.
Durch das Landesgesetz Nr. 10423 vom 2. Januar 1988 wurde der Distrikt Olaria do Angico gegründet und dem Munizip Itarumã angegliedert. In der territorialen Aufteilung vom 1. Juni 1995 besteht das Município aus zwei Distrikten: Itarumã und Olaria do Angico.

## Wirtschaft
Die Region ist bekannt für ihre fruchtbaren Böden und ihre Viehzucht. Mit insgesamt mehr als 300.000 Tieren verfügt sie über die achtgrößte Rinderherde im Bundesstaat Goiás. Die Gemeinde hat ein hohes Energiepotenzial und verfügt über drei Wasserkraftwerke. Das größte davon ist das Kraftwerk Salto mit einer Leistung von 116 MW, gefolgt vom Kraftwerk Salto do Rio Verdinho mit einer Leistung von 93 MW und einem weiteren Kraftwerk mit geringerer elektrischer Leistung von 32 MW, dem Kraftwerk Espora, das 2008 aufgrund der starken Regenfälle in der Gemeinde einstürzte und damit Umweltbelastungen und unkalkulierbare Schäden verursachte. Mit dem Aufstieg des Zuckerrohranbaus gewinnt die Region zunehmend an Bedeutung und entwickelt sich zu einem Zentrum des Zuckerrohranbaus.

## Kultur
Im Laufe des Jahres veranstaltet das Munizip Itarumã verschiedene Feste, von denen einige von der Stadtverwaltung organisiert werden, wie beispielsweise der Karneval, der zum zweiten Mal stattfindet, das Angeln im städtischen See und die Silvesterfeier am Seeufer mit Feuerwerk. Außerdem gibt es die religiösen Feste der Schutzpatrone der Stadt: São Sebastião (20. Januar) und Nossa Senhora da Abadia (15. August). In der zweiten Julihälfte veranstaltet die Landwirtschaftsgenossenschaft von Itarumã das Festa do Peão de Boiadeiro (Cowboyfest) – regional bekannt als EXPOITA –, ein traditionelles Ereignis in der Gemeinde und der Region, das 1998 zum ersten Mal stattfand. Das Fest wird von Tausenden von Besuchern besucht und hat als Höhepunkt die Parade der Delegationen, eine Tierausstellung, einen Milchwettbewerb, Auktionen und ein traditionelles Stierrodeo.

## Bildung
Die Grundbildung zeichnet sich durch den IDEB aus, der für das Jahr 2017 Noten von 6,6 für die ersten Klassen der Grundschule und 5,1 für die letzten Klassen der Grundschule vergab. Die Einschulungsquote liegt bei 95,2 % und gehört damit zu den schlechtesten des Bundesstaates. Das Munizip hat 1019 aktive Einschreibungen, davon 805 in der Grundschule und 214 in der Sekundarstufe.
Die kommunale Bildung in der Stadt Itarumã hat aufgrund ihres hohen IDEB-Indexes landesweit Aufmerksamkeit erregt. Auch 2017 steht Itarumã wieder im Rampenlicht der Bildungslandschaft: Die städtische Schule Orestes Rodrigues de Freitas erreicht im IDEB eine Note von 8,2 und übertrifft damit die 7,3 der vorherigen Ausgabe und festigt ihren Platz unter den besten Schulen des Bundesstaates Goiás.

## Politik
Wilmar Bento Severino (PSDB) war von 2009 bis 2012 der Bürgermeister (Prefeito) des Munizips, während Ricardo Goulart (PR) von 2009 bis 2010 der Vize-Bürgermeister war. Für 2025 bis 2028 ist Luiz Henrique de Assis (MDB) der Prefeito des Munizips.